# Маклафлин, Кэти
Кэти Маклафлин (англ. Katie McLaughlin; род. 9 июля 1997, Дейна-Пойнт, Калифорния) — американская пловчиха, специализирующаяся в плавании вольным стилем и баттерфляем. Трёхкратная чемпионка мира. Серебряный призёр Олимпийских игр 2020 в Токио.

## Карьера
На чемпионате Тихоокеанского бассейна 2014 года выиграла бронзовую медаль в плавании на 200 метров баттерфляем. Поступив в Калифорнийский университет в Беркли, Маклафлин стала выступать за университетскую команду.
Маклафлин выступала на чемпионате мира по водным видам спорта 2015 года в Казани, где выиграла золотую медаль в эстафете 4×200 м вольным стилем и серебряную медаль в смешанной комбинированной эстафете 4×100 м. Она также заняла 6-е место и установила новый национальный рекорд в возрастной группе 17-18 лет на дистанции 200 метров баттерфляем. Она проплыла дистанцию за 2.06,95.
Во время тренировок на Гавайях в 2016 году Кэти Маклафлин получила травму шеи. Это помешало её тренировкам и не позволило попасть в состав сборной на Олимпийские игры в Рио-де-Жанейро. Кэти также пропустила чемпионат мира 2017 года в Будапеште.
Участвовала на чемпионате мира по водным видам спорта 2019 года в Кванджу. Она завоевала серебряную медаль в женской эстафете 4×200 м вольным стилем, а также завоевала две золотые медали в смешанной эстафете 4×100 м вольным стилем и женской комбинированной эстафете 4×100 м. На дистанции 100 метров баттерфляем Кэти Маклафлин дошла до полуфинала, преодолев первый раунд с восьмым результатом (57,67 с). Однако несмотря на улучшение результата до 57,23 с, она осталась девятой среди шестнадцати полуфиналисток и не сумела попасть в главный заплыв.